# Feničani
Feničani su dobili ime po ljubičastoj boji koju su proizvodili. Grci su ih nazvali Phoiniki – Φοίνικες ili ljubičasti. Najveći gradovi su im bili Tir, Sidon i Biblos. Malo je poznato o Feničanima. Nađeno je nekoliko njihovih natpisa. Bili su odlične knjigovođe.  Zna se da su imali svoju književnost, ali njihove knjige nisu opstale. Oni sebe nisu zvali Feničanima, već Kenaani (Kinaani) ili Sidoncima, po Sidonu, jednom od njihova tri najvažnija grada, koji je ležao sjeverno od Tira. 

## Vanjske poveznice
|  | Zajednički poslužitelj ima još gradiva o temi Fenicija |